# Toro (film 2001)
Taurus - Il crepuscolo di Lenin (Telec) è un film del 2001 diretto da Aleksandr Sokurov.